# PowerBook 5300
PowerBook 5300シリーズは、Apple Computerがデザインし、1995年8月から販売していた、PowerPCを搭載した第1世代のPowerBookのノートパソコンである。PowerBook 5300シリーズは、MOドライブやZipドライブなどの様々なユニット用のホットスワップ可能な拡張モジュール、標準のPCカードスロットと赤外線通信ポートを最初に搭載したPowerBookである。以前のほとんどの携帯型Macintoshと同じく、SCSI 、シリアル、ADBポートが内蔵されている。内部拡張スロットは、イーサネットなどのさまざまなモジュールを搭載可能で、ビデオカードを載せた場合はミラーリングモードまたはデュアルスクリーンモードで2台目のモニターを駆動することができる。
以前の携帯型Macに比べて大幅な進歩があったが、PowerBook 5300は多くの設計上の欠陥と製造上の問題に悩まされ、史上最悪のApple製品の1つとして挙げられる。他の問題の中でも、バッテリー火災で評判が悪くなった最初のラップトップの1つであり 、CD-ROMドライブを内蔵出来ない、ホットスワップ可能なドライブベイを備えている。

## 仕様
5300シリーズには、ローエンドのグレースケール5300から高解像度のTFT搭載5300ceまでの4つのモデルがある。
| モデル           | LCD    | LCD     | LCD                 | LCD                  | CPU クロック (MHz) | 標準RAM (MB) | サイズ                                | 重量  | 小売価格 （米国） |
| モデル           | インチ | 解像度  | 方式                | 表示色数             | CPU クロック (MHz) | 標準RAM (MB) | サイズ                                | 重量  | 小売価格 （米国） |
| ---------------- | ------ | ------- | ------------------- | -------------------- | ------------------ | ------------ | ------------------------------------- | ----- | ----------------- |
| PowerBook 5300   | 9.5    | 640x480 | FSTN グレースケール | 16階調グレイスケール | 100                | 8            | 厚さ：51.4 mm 幅：293 mm 奥行：217 mm | 2.8kg | $ 2,300           |
| PowerBook 5300cs | 10.4   | 640x480 | DSTNカラー          | 256色                | 100                | 8/16         | 厚さ：54.8 mm 幅：293 mm 奥行：217 mm | 2.9kg | $ 2,900           |
| PowerBook 5300c  | 10.4   | 640x480 | TFTカラー           | 32,768色             | 100                | 8/16         | 厚さ：54.8 mm 幅：293 mm 奥行：217 mm | 2.9kg | $ 3,900           |
| PowerBook 5300ce | 10.4   | 800x600 | TFTカラー           | 32,768色             | 117                | 32           | 厚さ：54.8 mm 幅：293 mm 奥行：217 mm | 2.9kg | $ 6,800           |

## 設計
PowerBook 5300シリーズは、1993年から1994年にかけてコードネームM2としてデザインされた。以前のPowerBook500シリーズと比較し、5300は、可能な限り小型になるよう明示的に設計されており（CD-ROMドライブの使用を排除）、よりコンパクトで曲面の多い設計が特徴である。以前のPowerBookで一般的な回転ロッカースタイルの脚の代わりにポップアウト脚が使用され、プラスチックケーシングには濃いグレーが使用された。PowerBook 190は同じ筐体デザインを使用し、多くの機能と内部コンポーネントを共有していたが、旧型の遅いMC68LC040を使用した。これは、ロジックボード交換サービスでPPCプロセッサにアップグレードできた。

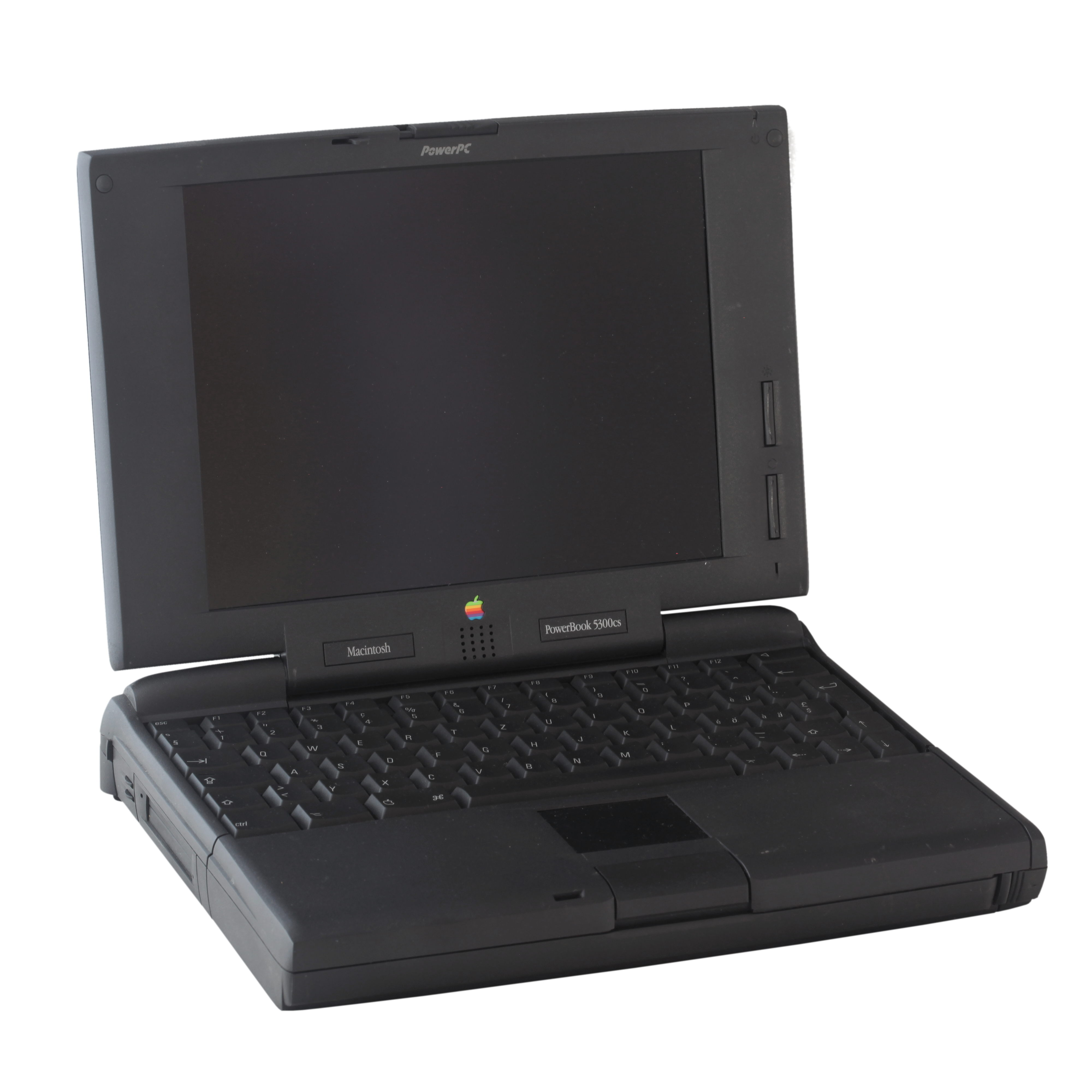
左側にはPCMCIAベイがある
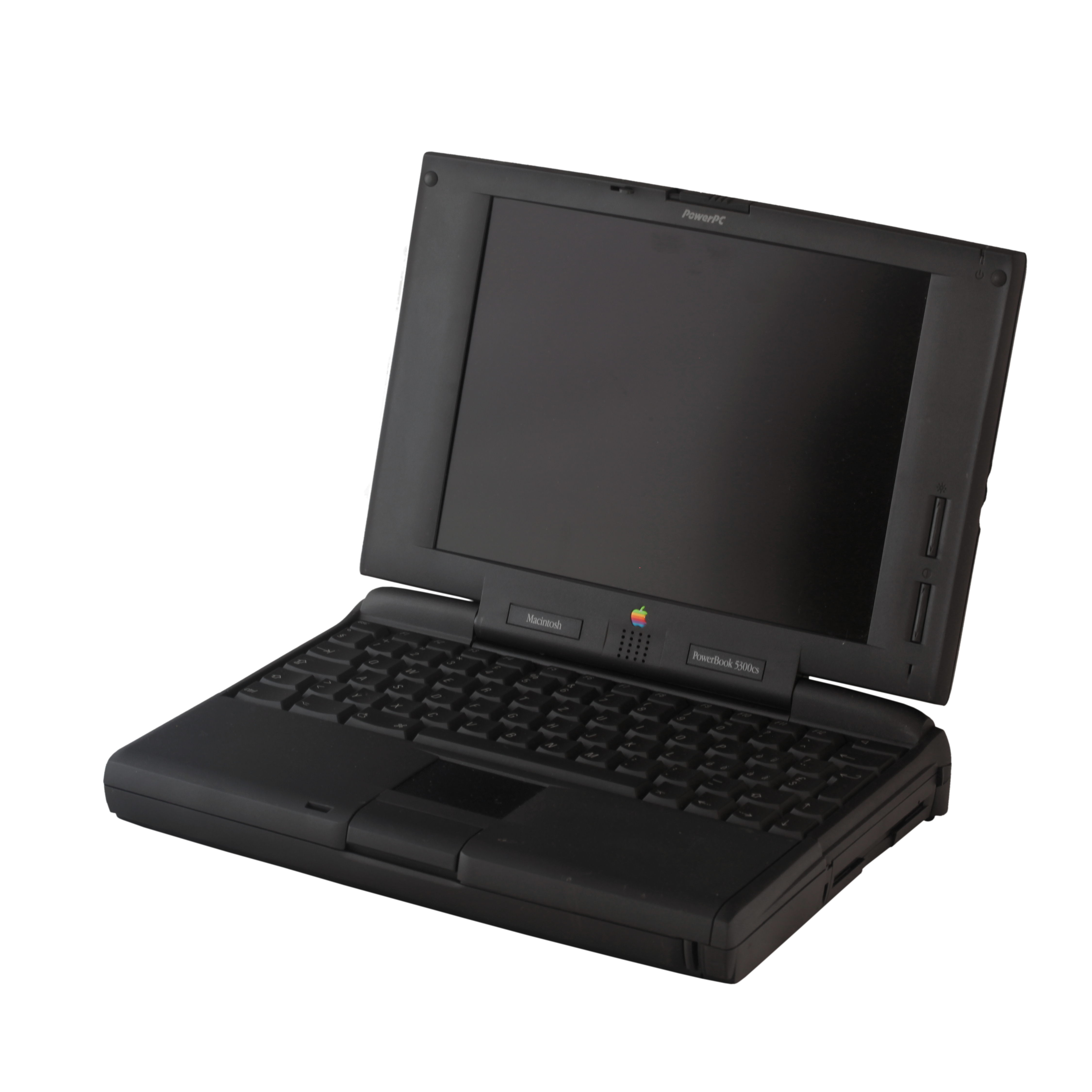
右側にはフロッピードライブがある
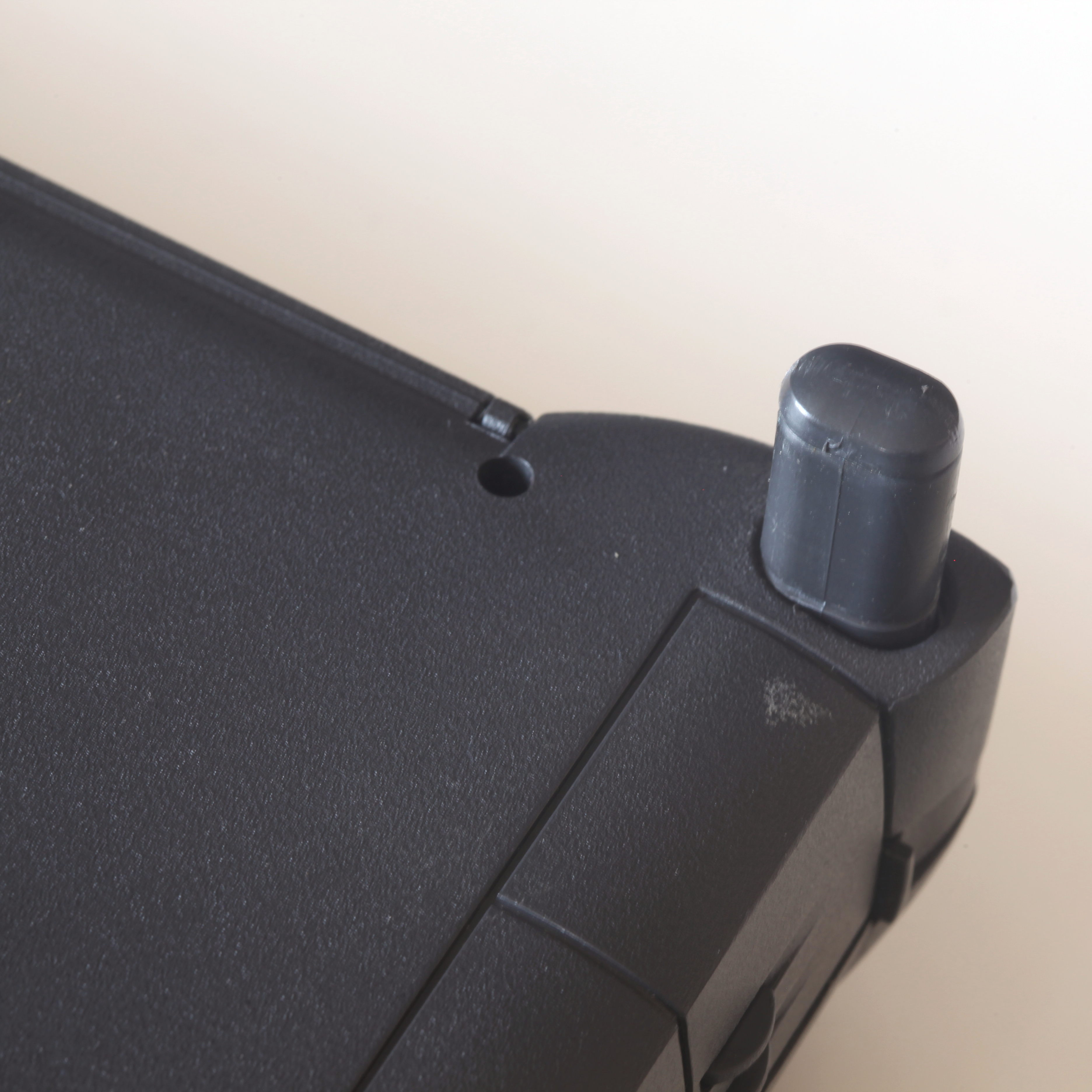
裏側奥には、傾斜用の脚（押すと飛び出す方式）が備わっている
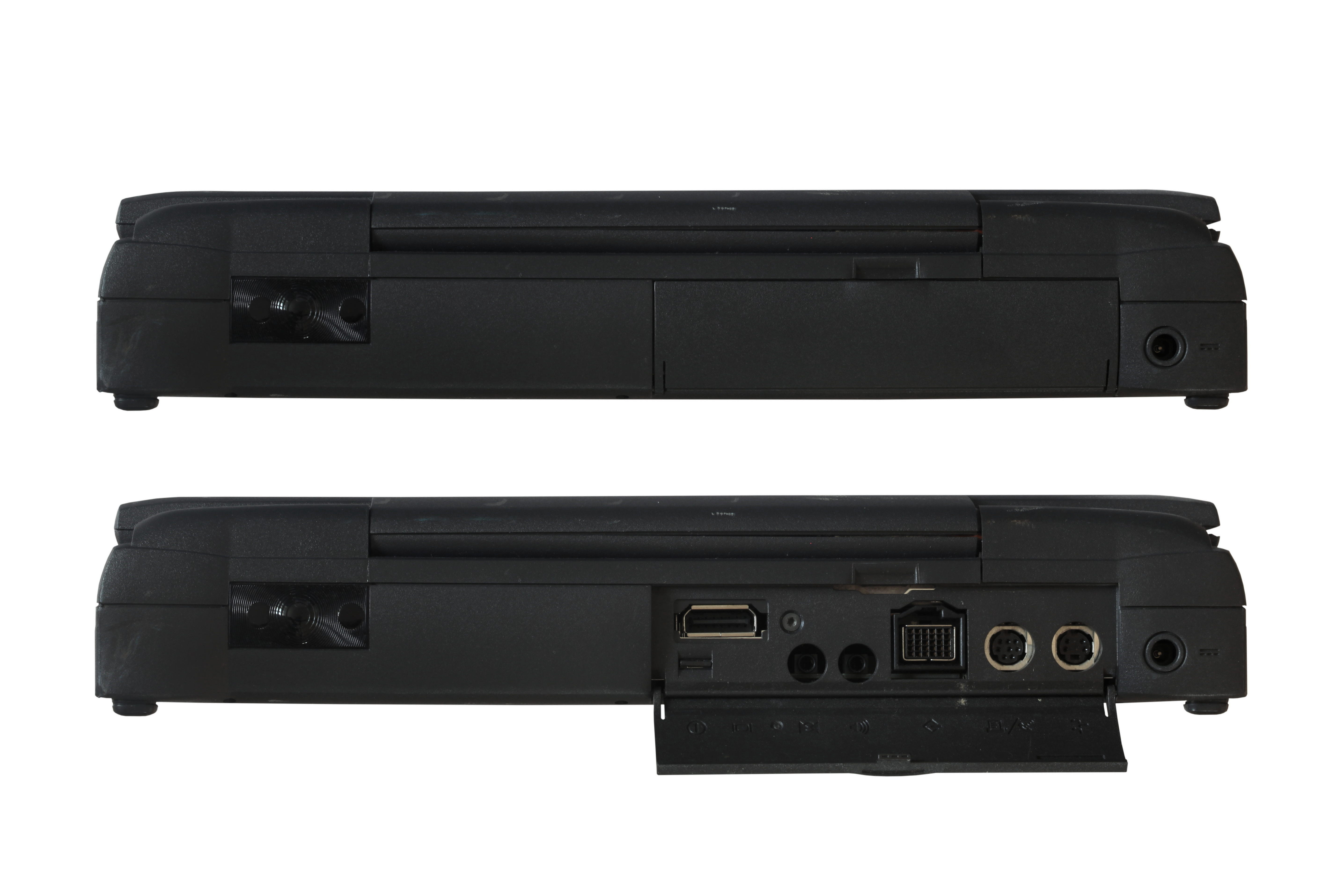
背面パネルにあるIRセンサーやSCSIとADBとシリアルポートなど

## 問題
さまざまな理由から、PowerBook5300シリーズは期待を裏切る製品と見なされた。

### 設計不良
ケースのひび割れやロジックボード上の電源コネクタ不良、バッテリーの過熱の問題により、複数回のリワークプログラムやリペアエクステンションプログラムを行わざるを得なくなった上 （7年間対応し、最後はPowerBook G3を大幅に安く提供した）、一部のユーザはマシンの仕様とそのパフォーマンスの低さに失望した。初期出荷モデルは、ヒンジの問題が発生する。ヒンジカバー根元部分のひび割れ、および内部リボンケーブルの摩耗/断線により、ディスプレイに垂直線が表示されたり、場合によっては完全に写らなくなる。この問題は、以前のPowerbookモデル、特にPowerbook 500シリーズ（520、540c、および黒いケースの高スペックの日本専用550cを含む）にも存在していた。

### L2キャッシュの欠如
PowerBook 5300シリーズに組み込まれているPowerPC603eプロセッサは、当時は比較的高速と見られていたが、これらのマシンにはL2キャッシュがないため、実際のパフォーマンスはCPU周波数が示唆するよりもはるかに低かった。

### 拡張ベイオプション
利用可能な拡張ベイのオプションは多岐にわたったが、筐体サイズと形状が原因で、CD-ROMドライブを搭載することができない。Appleは、プロトタイプの8センチCD用CD-ROMモジュールを作ったが、正式リリースはされなかった。代わりに、5300シリーズには3.5インチモジュールの計画が進んだ。最初は3.5インチの光磁気ドライブが登場したが、フルサイズのCD-ROMドライブ用のスペースを備えた大型バージョンのPowerBookを1、2年後にリリースする計画があった。

### バッテリー
初期生産のPowerBook 5300のうち2台が発火事故を起こした。1台はAppleの従業員の自宅で、もう1台は工場で発生した。原因は、ソニー製のリチウムイオン充電池が充電中に過熱していたことであった。 Appleは、販売された5300シリーズ（約100台のマシン）をリコールし、これらおよびその後5300のバッテリー全数を、容量が約80%で寿命が約70％しかなく50g重いパナソニック製ニッケル水素充電池に交換した。当時のメディアはPowerBook5300シリーズの様々な問題をApple衰退の兆候の1つと見なした。

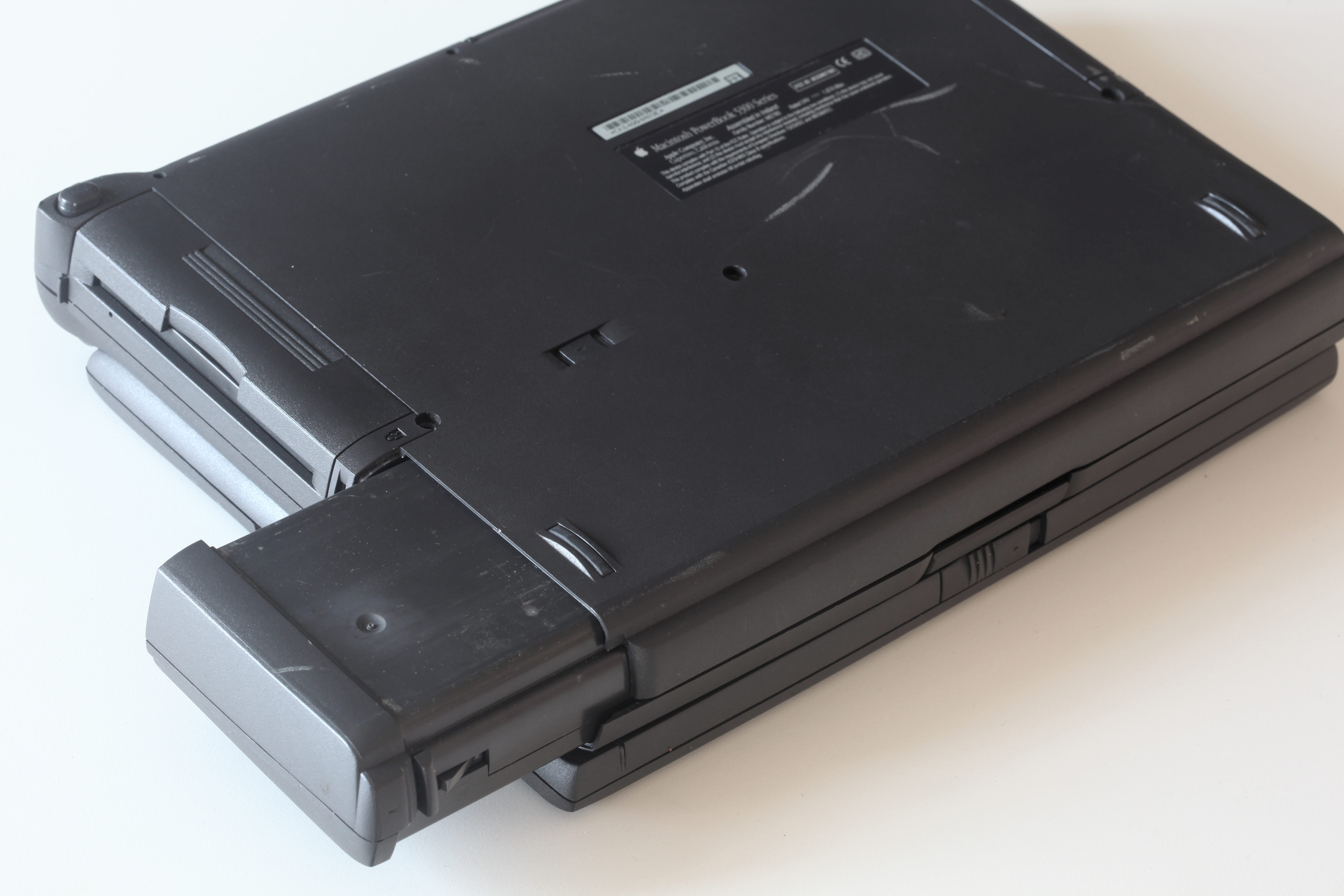
フロッピードライブの隣にある、バッテリーベイ
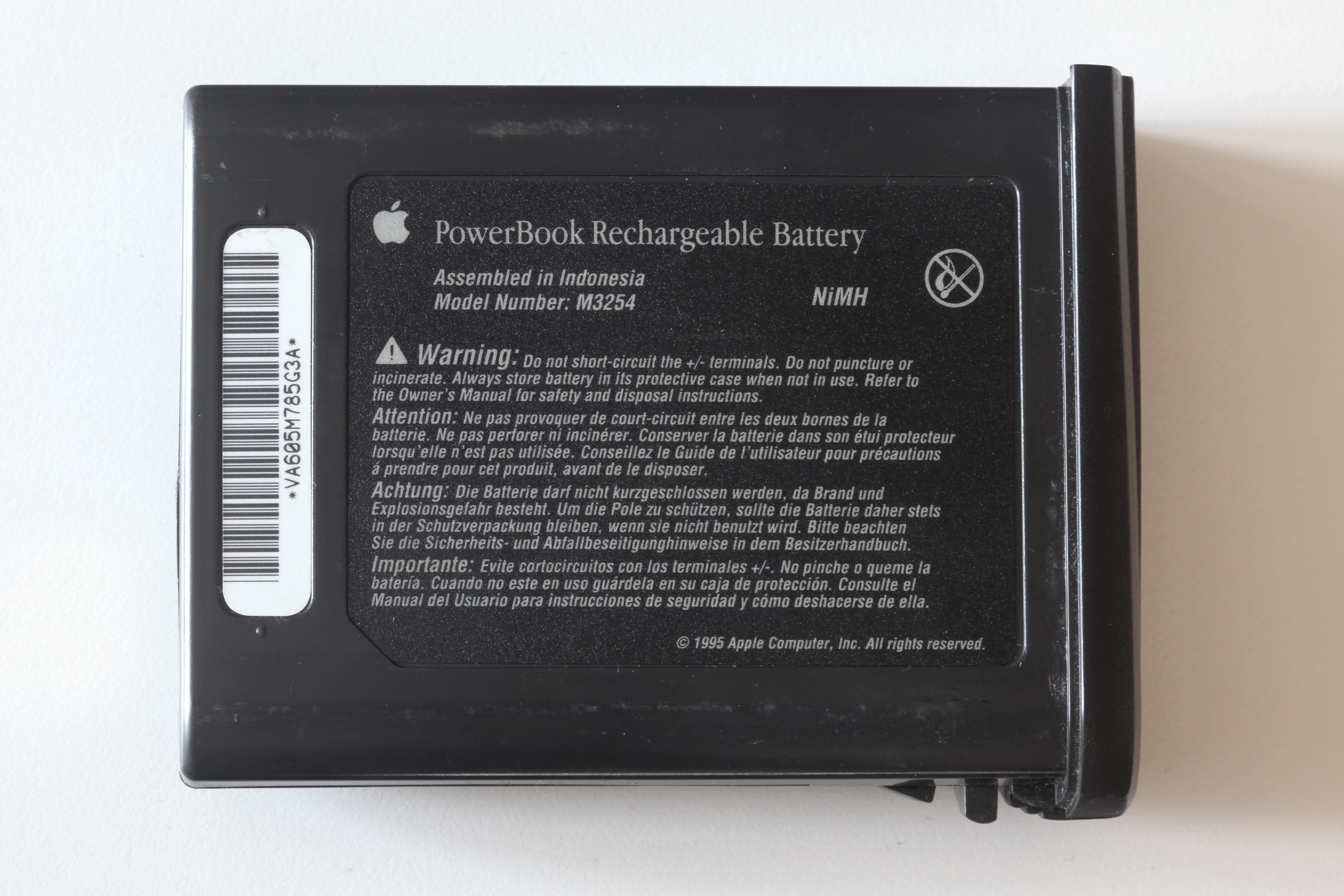

## レガシー
Appleの次のハイエンドポータブル製品は、1997年2月に発表されたPowerBook 3400シリーズは、5300と似ているが大型のフォームファクタを使って、同じホットスワップ可能な拡張モジュールの多くを利用できるようにした。ただし、3400シリーズは内部が大幅に異なり、DMAおよびPCIアーキテクチャである。1997年11月にリリースされた初のPowerBook G3では、基本的なPowerBook 3400フォームファクターを保持しながらも、 PowerPC G3プロセッサを中心に構築され、内部的にさらに高性能なものである。Appleは、1998年3月に「Wallstreet」PowerBook G3がリリースされるまで、フォームファクタを刷新したポータブル製品を発表しなかった。
PowerBook 5300シリーズは、 ライアーライアー （1997）、 フリーウィリー3 （1997）、 ホームアローン3 （1997）、 セイント （1997）、 ボルケーノ （1997）、 ベスト・フレンズ・ウェディング（1997）、ジングルオールザウェイ（1996）、身代金（1996）、インデペンデンス・デイ（1996）など、1990年代のいくつかの映画の中で使われている。
PowerBook190, Duo 2300, 5300では、escキーを押しながら再起動し、マウスカーソルだけが表示された時にM,A,Oを順に押すと隠しクレジットが出現する。